# Andrew H. Burke
Andrew Horce Burke (* 15. Mai 1850 in New York City; † 17. November 1918 in Roswell, New Mexico) war ein US-amerikanischer Politiker und von 1891 bis 1893 der zweite Gouverneur des Bundesstaates North Dakota.

## Frühe Jahre
Andrew Burke verlor schon sehr früh seine Eltern und wuchs als Waise dann in der Obhut der staatlichen Fürsorge auf. Später wurde er von einem Farmer in Noblesville (Indiana) adoptiert. Während des Bürgerkrieges wurde er trotz seiner Jugend als Trommler eingesetzt. Nach dem Krieg kehrte er nach Indiana zurück, wo er zwei Jahre lang die heutige DePauw University besuchte. Anschließend arbeitete er in verschiedenen Positionen in Indiana, Ohio und Minnesota. Im Jahr 1880 ließ sich Burke in Casselton im Dakota-Territorium nieder. Dort arbeitete er als Buchhalter und Bankangestellter. Burke war Mitglied der Republikanischen Partei und amtierte sechs Jahre lang als Kämmerer im Cass County. Am 4. November 1890 wurde er mit 52:35 Prozent der Stimmen gegen den Demokraten William N. Roach zum neuen Gouverneur von North Dakota gewählt.

## Gouverneur von North Dakota
Burkes zweijährige Amtszeit begann am 7. Januar 1891. In seiner Zeit wurde das Wahlverfahren für die amerikanische Präsidentschaft für North Dakota geregelt und die Gesetzgebung des Landes weiter ausgebaut. Zur Tilgung der Altschulden, die noch aus der Zeit des Dakota-Territoriums stammten, wurden Staatsanleihen ausgegeben. In der Frage der Landabtretung an die Eisenbahn setzte er sich gegen die Interessen der Farmer für die Eisenbahn ein, was ihm die Unterstützung der Landwirte kostete.
Im Jahr 1892 bewarb sich Burke vergeblich um eine Wiederwahl. Daher musste er am 3. Januar 1893 aus dem Amt scheiden. Danach zog er sich in das Privatleben zurück. Später wurde er dann noch bei der US-Landbehörde in Washington, D.C. angestellt. Andrew Burke starb im November 1918. Er war mit Caroline Cleveland verheiratet, mit der er zwei Kinder hatte.